# Saison 12 de The Voice : La Plus Belle Voix
La douzième saison de The Voice : La Plus Belle Voix, émission française de télé-crochet musical, est diffusée à partir du 25 février 2023 au 3 juin 2023 sur TF1,. Elle est animée par Nikos Aliagas.

## Coachs et candidats
Le 14 septembre 2022, le nouveau jury est annoncé par la chaîne et sera composée de Vianney et Amel Bent qui prolongent pour une nouvelle saison, Zazie dont la dernière participation remonte aux saisons 7 et All-Stars et des rappeurs Bigflo et Oli qui ont été coachs dans la version belge de The Voice. Mika, quant à lui, sera le «Super coach» de cette saison, prenant part aux votes des Super Cross Battles avec le public. Ils sont secondés par des coachs vocaux qui accompagnent les talents pendant la durée de la compétition: Nathalie Dupuy pour l'équipe de Zazie, Michael Besigot pour l'équipe de Amel Bent, Damien Silvert pour l'équipe de Vianney, et Angie Berthias-Cazaux pour l'équipe de Bigflo et Oli.

Amel Bent
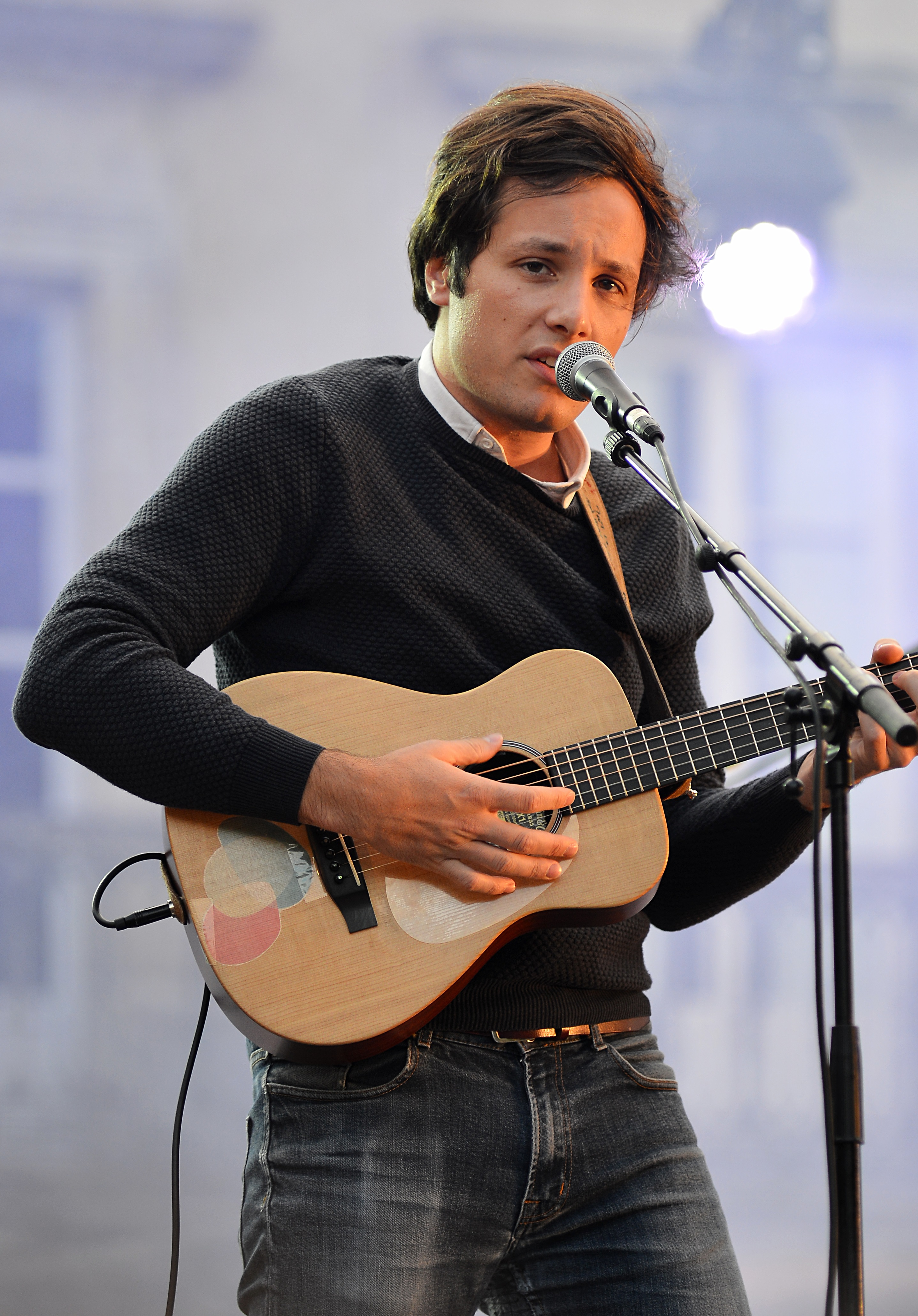
Vianney
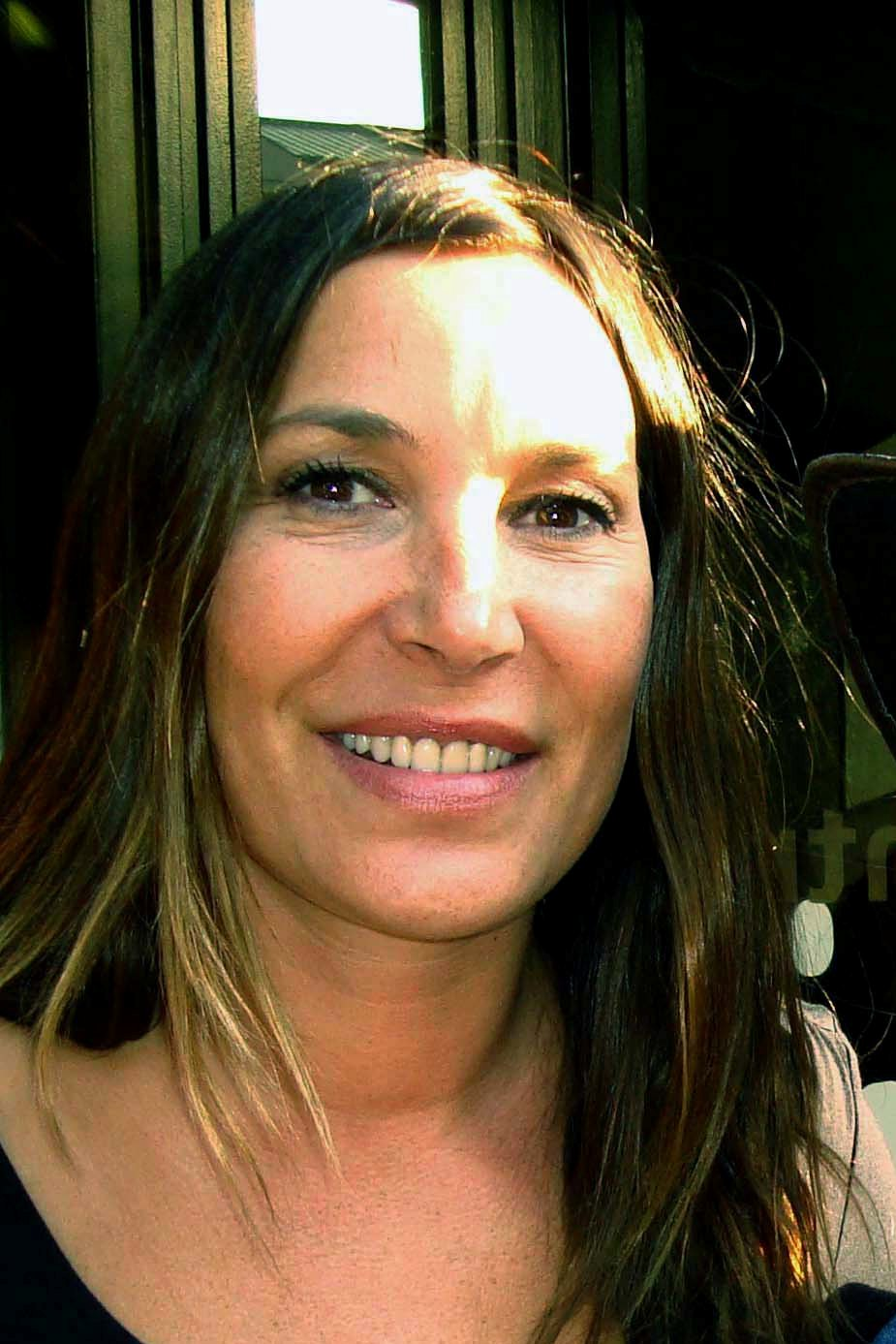
Zazie
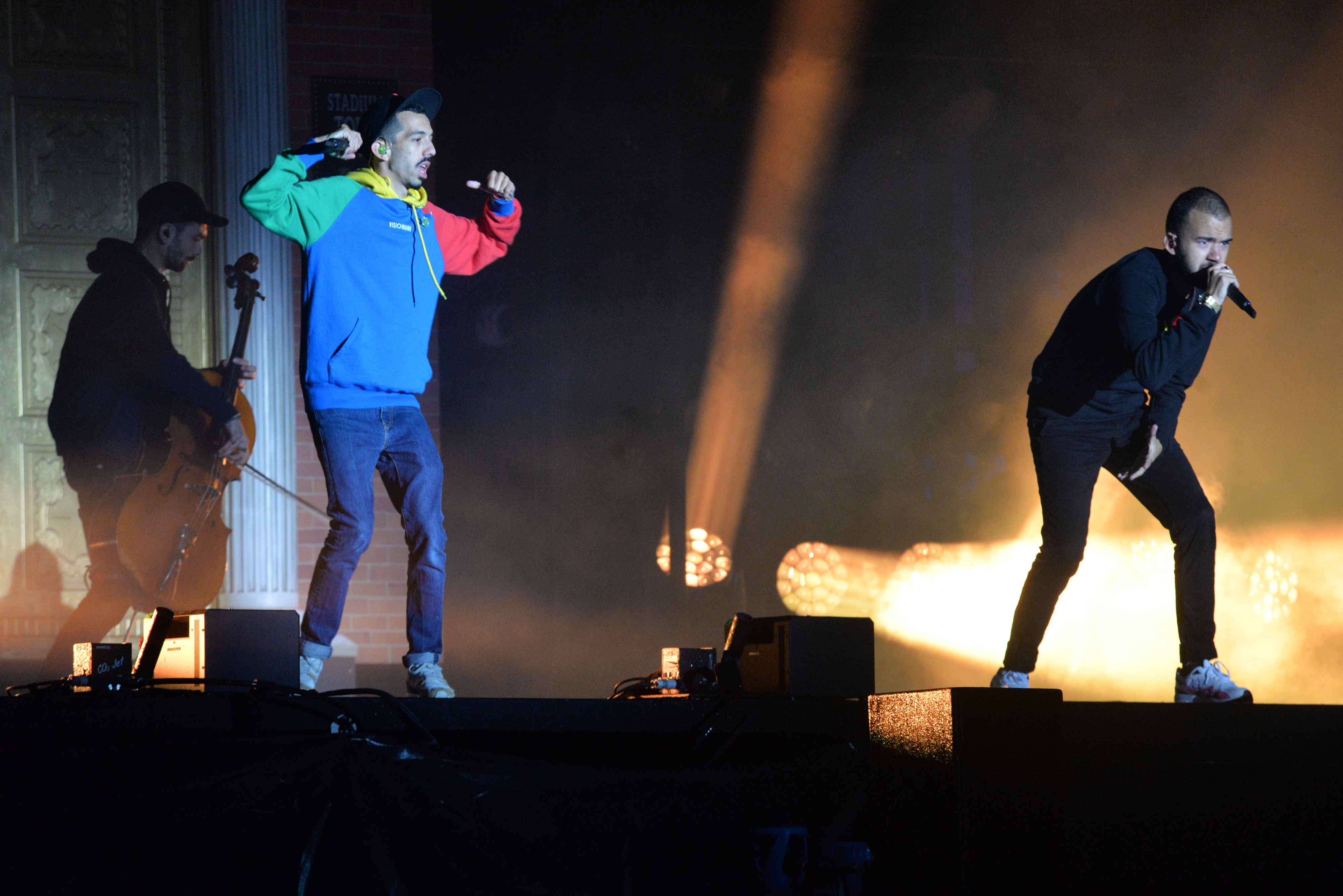
Bigflo et Oli
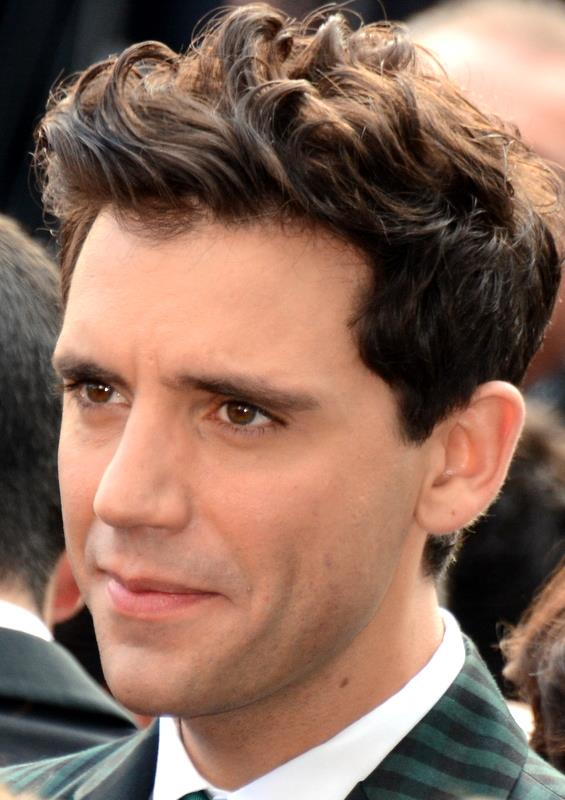
Mika

- Vainqueur
- Deuxième

| Étapes                           | Zazie           | Amel Bent      | Vianney         | Bigflo & Oli     |
| -------------------------------- | --------------- | -------------- | --------------- | ---------------- |
| Finalistes                       | Aurélien        | Micha          | Jérémy Levif    | —                |
| Finalistes                       | —               | Arslane        | —               | —                |
| Éliminés en Demi-finale          | —               | —              | Kiona           | Hanna            |
| Éliminés en Demi-finale          | —               | —              | —               | Dame             |
| Éliminés en Demi-finale          | —               | —              | —               | Fanchon          |
| Éliminés aux Super Cross battles | Robin           | David Dax      | Benaël          | Nochka           |
| Éliminés aux Super Cross battles | Clem            | —              | Lummen Nae      | —                |
| Éliminés aux Super Cross battles | Maryline Naaman | —              | —               | —                |
| Éliminés aux Super Cross battles | Prichia & Mea   | —              | —               | —                |
| Éliminés aux Cross battles       | Ivann P         | Giulia Falcone | Lola            | Xavier Polycarpe |
| Éliminés aux Cross battles       | Max Novik       | Elise          | Camille Manique | Nicoline         |
| Éliminés aux Cross battles       | Valentin        | Zoé            | Thomas Larose   | Doya             |
| Éliminés aux Cross battles       | —               | Los Malunos    | Andreea         | Aïsha            |
| Éliminés aux Cross battles       | —               | Kads           | —               | —                |
| Éliminés aux Battles             | Supernova       | Malicia        | Nade Shadow     | Annamaria        |
| Éliminés aux Battles             | Julie Negroni   | Tayane         | Jessica         | Sydney Ferrier   |
| Éliminés aux Battles             | Jade            | Megane Lebel   | Morgan          | Jade Nahomy Bey  |
| Éliminés aux Battles             | Awan            | Abram          | Maxence         | Aiden            |
| Éliminés aux Battles             | Esmé            | Ludmilla       | Silda           | Bey              |
| Éliminés aux Battles             | —               | Cylia          | Ylazia          | Charline         |
| Éliminés aux Battles             | —               | Nayo           | —               | Elio             |
| Éliminés aux Battles             | —               | Marine         | —               | —                |

## Déroulement de la saison

### Auditions à l'aveugle
Le principe est, pour les quatre coachs, de choisir les meilleurs candidats présélectionnés par la production. Lors des présentations de chaque candidat, chaque juré et futur coach est assis dans un fauteuil, dos à la scène et face au public, et écoute la voix du candidat sans le voir (d'où le terme « auditions à l'aveugle ») : lorsqu'il estime qu'il est en présence d'un candidat qui lui convient, le juré appuie sur un buzzer devant lui, qui fait alors se retourner son fauteuil face au candidat. Cela signifie que le juré, qui découvre enfin physiquement le candidat, est prêt à entraîner et soutenir le candidat et le veut dans son équipe. Si le juré est seul à s'être retourné à la fin de la prestation, le candidat rejoint son équipe par défaut. Si plusieurs jurés se retournent, le candidat choisit son équipe.
Cette saison voit évoluer la règle du « Block » qui est remplacée par le « Super Block ». Cette nouvelle règle permet à un coach de bloquer un confrère jusqu'au choix définitif du talent (donc encore utilisable après la prestation du talent) et non plus avant que celui-ci ne se retourne.
Lorsque les coachs atteignent les 14 talents, la production désactive leur fauteuil.
Les auditions à l'aveugle sont tournées du lundi 21 au mercredi 23 et le lundi 28 novembre.

#### Épisode 1
Le premier épisode est diffusé le 25 février 2023 à 21 h 10.

#### Épisode 2
Le deuxième épisode est diffusé le 4 mars 2023 à 21 h 10.

#### Épisode 3
Le troisième épisode est diffusé le 11 mars 2023 à 21 h 10.

#### Épisode 4
Le quatrième épisode est diffusé le 18 mars 2023 à 21 h 10.

#### Épisode 5
Le cinquième épisode est diffusé le 25 mars 2023 à 21 h 10.

#### Épisode 6
Le sixième épisode est diffusé le 1er avril 2023 à 21 h 10.

#### Épisode 7
Le septième épisode est diffusé le 8 avril 2023 à 21 h 10.

#### Bilan des auditions à l'aveugle
| Nombre de talents (sur 14) | Zazie         | Amel Bent      | Vianney         | Bigflo & Oli     |
| -------------------------- | ------------- | -------------- | --------------- | ---------------- |
| 1                          | Valentin      | Marine         | Benaël          | Nochka           |
| 2                          | Aurélien      | Giulia Falcone | Maxence         | Elio             |
| 3                          | Robin         | Cylia          | Andreea         | Los Malunos      |
| 4                          | Thomas Larose | Micha          | Kiona           | Hanna            |
| 5                          | Max Novik     | Ludmilla       | Lummen Nae      | Bey              |
| 6                          | Awan          | Elise          | Dame            | Nicoline         |
| 7                          | Supernova     | Nayo           | Silda           | Fanchon          |
| 8                          | Esmé          | Tayane         | Lola            | Xavier Polycarpe |
| 9                          | Prichia       | Arslane        | Maryline Naaman | Jade Nahomy Bey  |
| 10                         | Julie Negroni | Malicia        | Ylazia          | Doya             |
| 11                         | Jade          | David Dax      | Jérémy Levif    | Sydney Ferrier   |
| 12                         | Clem          | Abram          | Morgan          | Aïsha            |
| 13                         | Mea           | Megane Lebel   | Nade Shadow     | Aiden            |
| 14                         | Ivann P       | Kads           | Camille Manique | Annamaria        |
| Coups de cœur              | —             | Zoé            | Jessica         | Charline         |

### Les Battles
Durant l'épreuve des Battles, chaque coach désigne des paires (ou triplet) de talents, qui chanteront en tandem une chanson désignée par le coach.
Le Vol de talents est toujours présent cette année.
Dans chaque Battle, 2 talents vont chanter en tandem. Un seul peut gagner. L'autre est éliminé sauf si un autre coach décide de le "voler" et de l'intégrer dans son équipe. Pour cela, à la fin des résultats, le coach intéressé par le talent buzze (Je vous veux). S'il est le seul, le candidat rejoint cette équipe. Si plusieurs coachs buzzent, c'est au talent de choisir quelle équipe il veut intégrer.
Une nouvelle règle fera son apparition cette année sur les battles : les cinq jurés seront installés dans un fauteuil placé au centre de la scène pendant les prestations de leurs candidats pour une immersion totale.
Les battles sont tournées du 20 au 22 décembre 2022.

#### Épisode 8
Le huitième épisode est diffusé le 15 avril 2023 à 21 h 10.
Prichia remporte la septième Battle. Mais à la suite de la battle entre Prichia et Mea, la production accepte la réunion des deux talents en un duo, les deux talents rejoignent donc les Cross Battles à la même place, dans l'équipe de Zazie.

#### Épisode 9
Le neuvième épisode est diffusé le 22 avril 2023 à 21 h 10.
La battle entre Doya et Los Malunos détient le record du plus de personnes présentes sur la scène pour une même Battle, avec huit personnes présentes : le duo Doya, le quatuor Los Malunos et le duo Bigflo & Oli.

#### Épisode 10
Le dixième épisode est diffusé le 29 avril 2023 à 21 h 10.

#### Bilan des battles
| Zazie                     | Amel Bent                   | Vianney               | Bigflo & Oli     |
| ------------------------- | --------------------------- | --------------------- | ---------------- |
| Aurélien                  | Elise                       | Lummen Nae            | Nicoline         |
| Prichia & Mea (en duo)    | David Dax                   | Benaël                | Xavier Polycarpe |
| Robin                     | Zoé                         | Camille Manique       | Nochka           |
| Max Novik                 | Micha                       | Lola                  | Doya             |
| Ivann P                   | Giulia Falcone              | Kiona                 | Fanchon          |
| Clem                      | Kads                        | Jérémy Levif          | Aïsha            |
| Valentin                  | Arslane                     | Andreea               | Hanna            |
| Maryline Naaman (Vianney) | Los Malunos (Bigflo et Oli) | Thomas Larose (Zazie) | Dame (Vianney)   |

### Les Cross Battles
Nikos Aliagas désigne un coach qui doit choisir parmi ses talents celui qui se produit sur scène. Ce même coach choisit ensuite un autre coach qui envoie à son tour un membre de son équipe. Chacun des deux talents se produit séparément sur une chanson préparée en amont. Le gagnant est désigné par les 201 membres du public munis d'un boîtier électronique.
Les Cross Battles sont tournées les 16 et 17 janvier 2023.

#### Épisode 11
Le onzième épisode est diffusé le 6 mai 2023 à 21 h 10.

#### Épisode 12
Le douzième épisode est diffusé le 13 mai 2023 à 21 h 10.

#### Bilan des Cross Battles
| Zazie           | Amel Bent | Vianney      | Bigflo & Oli |
| --------------- | --------- | ------------ | ------------ |
| Aurélien        | Arslane   | Jérémy Levif | Hanna        |
| Robin           | David Dax | Benaël       | Nochka       |
| Prichia & Mea   | Micha     | Kiona        | Dame         |
| Clem            | —         | Lummen Nae   | Fanchon      |
| Maryline Naaman | —         | —            | —            |

### Les Super Cross Battles
Nikos Aliagas désigne un coach qui doit choisir parmi ses talents celui qui se produit sur scène. Ce même coach choisit ensuite un autre coach qui envoie à son tour un membre de son équipe. Chacun des deux talents se produit séparément sur une chanson préparée en amont. Le gagnant est désigné par les 201 membres du public munis d'un boîtier électronique et le vote de Mika qui compte pour 10 % des voix.
Les Super Cross Battles sont tournées le 30 janvier 2023.

#### Épisode 13
Le treizième épisode est diffusé le 20 mai 2023 à 21 h 10.
Dame et Benaël se sont déjà affrontés lors des Battles dans l'équipe de Vianney, Battle qui s'est close sur une victoire de Benaël et un repêchage de Dame par Bigflo & Oli.

#### Qualifiés pour la demi-finale
| Zazie    | Amel Bent | Vianney      | Bigflo & Oli |
| -------- | --------- | ------------ | ------------ |
| Aurélien | Micha     | Kiona        | Fanchon      |
| —        | Arslane   | Jérémy Levif | Dame         |
| —        | —         | —            | Hanna        |

### Les primes

#### Épisode 14 — Demi-finale
Le quatorzième épisode est diffusé le 27 mai 2023 à 21 h 10. La 1re partie de l'émission est enregistrée tandis que la révélation des finalistes est en direct.

#### Qualifiés pour la finale
| Zazie    | Amel Bent | Vianney      | Bigflo & Oli |
| -------- | --------- | ------------ | ------------ |
| Aurélien | Arslane   | Jérémy Levif | —            |
| —        | Micha     | —            | —            |

#### Épisode 15 — La finale
Le quinzième épisode est diffusé le 3 juin 2023 à 21 h 10.
Comme les précédentes années, les règles de cette finale changent avec deux phases de votes, deux candidats sont éliminés aux deux tiers de l'émission pour un dernier vote entre les deux candidats restants.

## Audiences

### The Voice: La Plus Belle Voix
| Type                  | Jour               | Horaire de diffusion | Audience moyenne          | Audience moyenne | Audience moyenne | Classement des audiences | Réf.     |
| Type                  | Jour               | Horaire de diffusion | Nombre de téléspectateurs | Part de marché   | Part de marché   | Classement des audiences | Réf.     |
| Type                  | Jour               | Horaire de diffusion | Nombre de téléspectateurs | (4 ans et plus)  | (FRDA-50)        | Classement des audiences | Réf.     |
| --------------------- | ------------------ | -------------------- | ------------------------- | ---------------- | ---------------- | ------------------------ | -------- |
| Auditions à l'aveugle | 25 février 2023    | 21 h 10–22 h 10      | 4 767 000                 | 24,1 %           | 36,7 %           | 1er                      | [ a 1 ]  |
| Auditions à l'aveugle | 25 février 2023    | 22 h 10–23 h 30      | 4 470 000                 | 28,2 %           | 36,7 %           | 1er                      | [ a 1 ]  |
| Auditions à l'aveugle | 4 mars 2023        | 21 h 10–22 h 10      | 4 241 000                 | 20,9 %           | 34 %             | 2e                       | [ a 2 ]  |
| Auditions à l'aveugle | 4 mars 2023        | 22 h 10–23 h 35      | 3 930 000                 | 24,6 %           | 34 %             | 1er                      | [ a 2 ]  |
| Auditions à l'aveugle | 11 mars 2023       | 21 h 10–22 h 15      | 3 900 000                 | 19,1 %           | 26,9 %           | 2e                       | [ a 3 ]  |
| Auditions à l'aveugle | 11 mars 2023       | 22 h 15–23 h 45      | 3 650 000                 | 24,2 %           | 26,9 %           | 1er                      | [ a 3 ]  |
| Auditions à l'aveugle | 18 mars 2023       | 21 h 10–22 h 20      | 3 694 000                 | 19,5 %           | 32 %             | 2e                       | [ a 4 ]  |
| Auditions à l'aveugle | 18 mars 2023       | 22 h 20–23 h 40      | 3 380 000                 | 24,8 %           | 32 %             | 1er                      | [ a 4 ]  |
| Auditions à l'aveugle | 25 mars 2023       | 21 h 10–22 h 10      | 3 733 000                 | 20,6 %           | 31,5 %           | 1er                      | [ a 5 ]  |
| Auditions à l'aveugle | 25 mars 2023       | 22 h 10–23 h 40      | 3 230 000                 | 24,1 %           | 34,1 %           | 1er                      | [ a 5 ]  |
| Auditions à l'aveugle | 1er avril 2023     | 21 h 10–22 h 10      | 3 755 000                 | 19,7 %           | 33 %             | 2e                       | [ a 6 ]  |
| Auditions à l'aveugle | 1er avril 2023     | 22 h 10–23 h 30      | 3 660 000                 | 23,6 %           | 33 %             | 1er                      | [ a 6 ]  |
| Auditions à l'aveugle | 8 avril 2023       | 21 h 10–22 h 10      | 3 777 000                 | 19,6 %           | 27,7 %           | 2e                       | [ a 7 ]  |
| Auditions à l'aveugle | 8 avril 2023       | 22 h 10–23 h 30      | 3 830 000                 | 24,6 %           | 35,2 %           | 1er                      | [ a 7 ]  |
| Battles               | 15 avril 2023      | 21 h 10–22 h 10      | 3 792 000                 | 18,4 %           | 27,8 %           | 2e                       | [ a 8 ]  |
| Battles               | 15 avril 2023      | 22 h 10–23 h 30      | 3 427 000                 | 24 %             | 27,8 %           | 1er                      | [ a 8 ]  |
| Battles               | 22 avril 2023      | 21 h 10–22 h 20      | 3 667 000                 | 19,1 %           | 32,5 %           | 2e                       | [ a 9 ]  |
| Battles               | 22 avril 2023      | 22 h 20–23 h 45      | 3 427 000                 | 24,8 %           | 35,2 %           | 1er                      |          |
| Battles               | 29 avril 2023      | 21 h 10–22 h 25      | 3 048 000                 | 14,7 %           | 24 %             | 3e                       | [ a 10 ] |
| Battles               | 29 avril 2023      | 22 h 25–23 h 35      | 2 790 000                 | 17,6 %           | 24 %             | 1er                      | [ a 10 ] |
| Cross Battles         | 6 mai 2023         | 21 h 10–22 h 20      | 3 068 000                 | 16,4 %           | 27 %             | 2e                       | [ a 11 ] |
| Cross Battles         | 6 mai 2023         | 22 h 20–23 h 40      | 2 970 000                 | 20,6 %           | 27 %             | 1er                      | [ a 11 ] |
| Cross Battles         | 13 mai 2023        | 21 h 10–22 h 20      | 3 150 000                 | 16 %             | 22,3 %           | 3e                       | [ a 12 ] |
| Cross Battles         | 13 mai 2023        | 22 h 20–23 h 30      | 2 960 000                 | 19,4 %           | 27,3 %           | 2e                       | [ a 12 ] |
| Super Cross Battles   | 20 mai 2023        | 21 h 10–22 h 20      | 3 124 000                 | 17,2 %           | 25 %             | 2e                       | [ a 13 ] |
| Super Cross Battles   | 20 mai 2023        | 22 h 20–23 h 30      | 3 010 000                 | 22,4 %           | 25 %             | 1er                      | [ a 13 ] |
| Lives                 | 27 mai 2023        | 21 h 10–22 h 20      | 3 040 000                 | 18,4 %           | 26 %             | 2e                       | [ a 14 ] |
| Lives                 | 27 mai 2023        | 22 h 20–23 h 45      | 2 680 000                 | 23,3 %           | 26 %             | 1er                      | [ a 14 ] |
| Lives                 | 3 juin 2023        | 21 h 10–22 h 20      | 3 283 000                 | 19,5 %           | 27,6 %           | 1er                      | [ a 15 ] |
| Lives                 | 3 juin 2023        | 22 h 20–23 h 45      | 3 230 000                 | 25,8 %           | 33,9 %           | 1er                      | [ a 15 ] |
| Bilan de la saison    | Bilan de la saison | Partie 1             | 3 600 000                 | 19,0 %           | 30,6 %           | –                        | [ a 16 ] |
| Bilan de la saison    | Bilan de la saison | Partie 2             | 3 450 000                 | 23,5%            | 30,6 %           | –                        | [ a 16 ] |

Légende :
- Plus hauts chiffres d'audience
- Plus bas chiffres d'audience

### The Voice, la suite
| Jour et horaire de diffusion    | Audience moyenne          | Audience moyenne | Classement des audiences | Références |
| Jour et horaire de diffusion    | Nombre de téléspectateurs | PDM              | Classement des audiences | Références |
| ------------------------------- | ------------------------- | ---------------- | ------------------------ | ---------- |
| 25 février 2023 (23:40 - 00:55) | 1 185 000                 | 15,8 %           | 3e                       |            |
| 4 mars 2023 (23:45 - 00:55)     | 904 000                   | 12,8 %           | 3e                       |            |
| 11 mars 2023 (23:45 - 00:55)    | 877 000                   | 13,1 %           | 3e                       |            |
| 18 mars 2023 (23:45 - 00:55)    | 844 000                   | 12,2 %           | 3e                       |            |
| 25 mars 2023 (23:45 - 00:55)    | 662 000                   | 10,4 %           | 3e                       |            |
| 1er avril 2023 (23:40 - 00:55)  | 894 000                   | 11,4 %           | 3e                       |            |
| 8 avril 2023 (23:40 - 00:55)    | 1 004 000                 | 13,6 %           | 2e                       |            |
| 15 avril 2023 (23:40 - 00:55)   | 752 000                   | 11,4 %           | 2e                       | [ a 17 ]   |
| 22 avril 2023 (23:45 - 00:55)   | 644 000                   | 10,7 %           | 2e                       | [ a 18 ]   |
| 29 avril 2023 (23:45 - 00:55)   | 737 000                   | 10,7 %           | 3e                       |            |
| 6 mai 2023 (23:45 - 00:55)      | 678 000                   | 9,9 %            | 4e                       |            |
| 13 mai 2023 (23:45 - 00:55)     | NC                        | NC               | NC                       | NC         |
| 20 mai 2023 (23:45 - 00:55)     | NC                        | NC               | NC                       | NC         |
| 27 mai 2023 (23:45 - 00:55)     | NC                        | NC               | NC                       | NC         |
| 3 juin 2023 (23:45 - 00:55)     | NC                        | NC               | NC                       | NC         |

Légende :
- Plus hauts chiffres d'audience
- Plus bas chiffres d'audience

### Audiences
1. ↑  « Audiences : Quel score pour le lancement de "The Voice" 2023 ? », sur ozap.com (consulté le 26 février 2023)
2. ↑  « Audiences : "The Voice" battu par le téléfilm de France3, Cyril Féraud toujours très haut », sur ozap.com (consulté le 5 mars 2023)
3. ↑  « Audiences : "Le secret de la grotte" large leader, "The Voice" devant sur FRDA-50, Records pour Cyril Féraud », sur ozap.com (consulté le 12 mars 2023)
4. ↑  « Audiences : "Meurtres à Pont-Aven" largement en tête, "The Voice" encore en baisse », sur ozap.com (consulté le 19 mars 2023)
5. ↑  « Audiences : "The Voice" leader des audiences, le "Sidaction" stable, M6 battu par France 5 », sur ozap.com (consulté le 26 mars 2023)
6. ↑  « Audiences : Combien de Français devant "Votre Vie en jeuX" ? », sur ozap.com (consulté le 2 avril 2023)
7. ↑   « Audiences : Sylvie Testud sur France 2 a-t-elle fait mieux que "The Voice" sur TF1 ? », sur ozap.com (consulté le 9 avril 2023)
8. ↑  « Audiences : Combien de fidèles devant les battles de "The Voice" ? », sur ozap.com (consulté le 16 avril 2023)
9. ↑  Benjamin Rabier, « Audiences : Plus d'un million de téléspectateurs d'écart entre la fiction de France 2 et "The Voice" sur TF1 », sur ozap.com (consulté le 23 avril 2023)
10. ↑  « Audiences : Quel score pour la finale sous haute tension de la Coupe de France 2023 sur France 2 ? », sur ozap.com (consulté le 30 avril 2023)
11. ↑  « Audiences : Quel score pour "Les Enfants de la télé" en prime face aux premières cross-battles de "The Voice" ? », sur ozap.com (consulté le 7 mai 2023)
12. ↑  « Audiences : Quel score pour l'Eurovision sur France 2 face à "The Voice" sur TF1 ? », sur ozap.com (consulté le 14 mai 2023)
13. ↑  « Audiences : Le concert "Stars 80 encore !" sur France 2 a-t-il résisté à "The Voice" sur TF1 ? », sur ozap.com, 21 mai 2023 (consulté le 21 mai 2023)
14. ↑  « Audiences : Quel score pour la soirée de clôture du Festival de Cannes 2023 face à la demi-finale de "The Voice" ? », sur ozap.com, 28 mai 2023 (consulté le 28 mai 2023)
15. ↑  « Audiences : Quel score pour le lancement de "100% France" sur France 2 face à la finale de "The Voice" sur TF1 ? », sur ozap.com, 4 juin 2023 (consulté le 4 juin 2023)
16. ↑  Ludovic Galtier, « Audiences : Quel bilan pour la saison 12 de "The Voice" sur TF1 ? », sur ozap.com (consulté le 5 juin 2023)
17. ↑  « Audiences samedi : Encore un record battu pour "Quelle époque", Matthieu Delormeau au plus haut », sur ozap.com, 16 avril 2023 (consulté le 16 avril 2023)
18. ↑  Benjamin Rabier, « Audiences samedi : Quel score pour "Les rencontres du Papotin" avec Josiane Balasko sur France 2 ? », sur ozap.com, 23 avril 2023 (consulté le 23 avril 2023)